# Стейсі Нювмен
Стейсі Нювмен  (англ. Stacey Nuveman, 26 квітня 1978) — американська софтболістка, олімпійська чемпіонка.

## Виступи на Олімпіадах
| Олімпіада   | Дисципліна | Місце |
| ----------- | ---------- | ----- |
| Сідней 2000 | софтбол    | 1     |
| Афіни 2004  | софтбол    | 1     |
| Пекін 2008  | софтбол    | 2     |